# Teucrium townsendii
Teucrium townsendii là một loài thực vật có hoa trong họ Hoa môi. Loài này được Vasey & Rose miêu tả khoa học đầu tiên năm 1890.